# Aipysurus mosaicus
Espèce
Aipysurus mosaicus est une espèce de serpents de la famille des Elapidae.

## Répartition
Cette espèce marine se rencontre dans les eaux de l'Australie dans le golfe de Carpentarie.

## Publication originale
- Sanders, Rasmussen, Elmberg, Mumpuni, Guinea, Blias, Lee & Fry, 2012 : Aipysurus mosaicus, a new species of egg-eating sea snake (Elapidae: Hydrophiinae), with a redescription of Aipysurus eydouxii (Gray, 1849). Zootaxa, n. 3431, p. 1–18.